# Stazione di Las Retamas
La stazione di Las Retamas è una stazione ferroviaria a servizio di Alcorcón, sulla linea Móstoles-El Soto - Parla.
Forma parte della linea C5 delle Cercanías di Madrid.
Si trova lungo avenida de Móstoles, all'incrocio con calle de Berna, nel quartiere Las Retamas di Alcorcón.

## Storia
La stazione è stata inaugurata nel 2003 su un tratto già in funzione, a causa dell'aumento di domanda delle zone circostanti.